# America's Next Top Model (dodicesima edizione)
La dodicesima edizione di America's Next Top Model è andata in onda sul canale The CW dal 4 marzo al 13 maggio 2009 ed è stata l'ultima a vedere Paulina Porizkova in qualità di giudice. Lo show si è nuovamente spostato a New York, mentre la destinazione internazionale per le prime sei classificate è stata San Paolo, Brasile.

La vincitrice è stata la ventenne Teyona Anderson di Woodstown, New Jersey, che ha guadagnato la propria rappresentazione da parte della Elite Model Management, un contratto da 100.000 dollari con la CoverGirl e un servizio di copertina e di sei pagine per la rivista Seventeen; slogan dell'edizione è Get in the Fold, mentre la colonna sonora è stata The Fame di Lady Gaga.

Una tra le concorrenti, Isabella era affetta da epilessia, mentre la concorrente Tahlia aveva una vistosa cicatrice da bruciatura nella zona dello stomaco.

## Concorrenti
| Concorrente                | Età1 | Altezza | Provenienza                  | Posizione                  |
| -------------------------- | ---- | ------- | ---------------------------- | -------------------------- |
| Kelly "Isabella" Falk      | 19   | 179 cm  | Barboursville, Virginia      | Eliminata nell'episodio 2  |
| Jessica Santiago           | 18   | 178 cm  | Caguas, Portorico            | Eliminata nell'episodio 3  |
| Nijah Harris               | 18   | 183 cm  | Rancho Cucamonga, California | Eliminata nell'episodio 4  |
| Kortnie Coles              | 24   | 179 cm  | Houston, Texas               | Eliminata nell'episodio 5  |
| Sandra Nyanchoka           | 19   | 180 cm  | Rockville, Maryland          | Eliminata nell'episodio 6  |
| Tahlia Brookins            | 18   | 183 cm  | Phoenix, Arizona             | Eliminata nell'episodio 7  |
| Lauren "London" Levi-Nance | 18   | 173 cm  | Arlington, Texas             | Eliminata nell'episodio 8  |
| Natalie Pack               | 19   | 183 cm  | Palos Verdes, California     | Eliminata nell'episodio 9  |
| Felicia "Fo" Porter        | 19   | 173 cm  | Albuquerque, Nuovo Messico   | Eliminata nell'episodio 10 |
| Celia Ammerman             | 25   | 180 cm  | Cynthiana, Kentucky          | Eliminata nell'episodio 11 |
| Aminat Ayinde              | 21   | 185 cm  | Union, New Jersey            | Terza classificata         |
| Allison Harvard            | 20   | 178 cm  | New Orleans, Louisiana       | Seconda classificata       |
| Teyona Anderson            | 20   | 177 cm  | Woodstown, New Jersey        | Vincitrice                 |

 1 L'età delle concorrenti si riferisce all'anno della messa in onda del programma

## Makeover
- Allison: Extension bionde
- Aminat: Extension
- Celia: Taglio "Punk" e tintura biondo platino
- Fo: Capelli molto corti
- Jessica: Volume
- Kortnie: Volume e schiarimento
- London: Taglio cortissimo e tintura biondo platino
- Natalie: Nessun cambiamento
- Nijah: Extension e volume
- Sandra: Capelli rasati e tintura biondo platino
- Tahlia: Extension biondo scuro
- Teyona: Extension ricce

## Ordine di eliminazione
| Order | Episodi  | Episodi  | Episodi | Episodi | Episodi | Episodi | Episodi | Episodi | Episodi | Episodi | Episodi | Episodi | Episodi |  |
| Order | 1        | 2        | 3       | 4       | 5       | 6       | 7       | 9       | 10      | 11      | 12      | 13      | 13      |  |
| ----- | -------- | -------- | ------- | ------- | ------- | ------- | ------- | ------- | ------- | ------- | ------- | ------- | ------- |  |
| 1     | Aminat   | Allison  | Teyona  | Sandra  | Tahlia  | Fo      | Celia   | Teyona  | Allison | Teyona  | Allison | Allison | Teyona  |  |
| 2     | Natalie  | Fo       | Celia   | Aminat  | Teyona  | Teyona  | Natalie | Fo      | Teyona  | Allison | Teyona  | Teyona  | Allison |  |
| 3     | Fo       | Teyona   | Allison | Tahlia  | Allison | Tahlia  | Teyona  | Natalie | Fo      | Aminat  | Aminat  | Aminat  |         |  |
| 4     | Allison  | London   | Natalie | Fo      | Natalie | Aminat  | Fo      | Celia   | Celia   | Celia   | Celia   |         |         |  |
| 5     | Tahlia   | Celia    | London  | Celia   | London  | Allison | London  | Allison | Aminat  | Fo      |         |         |         |  |
| 6     | Celia    | Nijah    | Nijah   | Kortnie | Aminat  | Natalie | Aminat  | Aminat  | Natalie |         |         |         |         |  |
| 7     | Nijah    | Kortnie  | Tahlia  | London  | Celia   | London  | Allison | London  |         |         |         |         |         |  |
| 8     | London   | Natalie  | Sandra  | Teyona  | Fo      | Celia   | Tahlia  |         |         |         |         |         |         |  |
| 9     | Teyona   | Aminat   | Kortnie | Natalie | Sandra  | Sandra  |         |         |         |         |         |         |         |  |
| 10    | Kortnie  | Tahlia   | Aminat  | Allison | Kortnie |         |         |         |         |         |         |         |         |  |
| 11    | Isabella | Jessica  | Fo      | Nijah   |         |         |         |         |         |         |         |         |         |  |
| 12    | Jessica  | Sandra   | Jessica |         |         |         |         |         |         |         |         |         |         |  |
| 13    | Sandra   | Isabella |         |         |         |         |         |         |         |         |         |         |         |  |

     La concorrente viene eliminata
     La concorrente vince la competizione

## Servizi fotografici
- Episodio 1: Dee (Casting).
- Episodio 2: Giochi da bambini.
- Episodio 3: Bellezze al neon.
- Episodio 4: Alta moda a New York.
- Episodio 5: Immigrate ad Ellis Island.
- Episodio 6: Foto con colori differenti.
- Episodio 7: Pubblicità CoverGirl Micro Mineral Foundation.
- Episodio 9: Tutti pazzi per Ciara!.
- Episodio 10: Come Carmen Miranda in una favela.
- Episodio 11: Costumi d'alta moda in una spiaggia affollata.
- Episodio 12: Uccelli esotici.
- Episodio 13: Pubblicità CoverGirl Outlast Lipstain e copertina per Seventeen.